# 环境冲突
环境冲突是在环境资源管理不善造成环境退化的过程中导致的冲突。 通常，环境冲突涉及多方，其中有环境保护人士和因管理不善造成环境退化的组织。 这些冲突频繁地专注于和环境正义相关的， 原住民权利和农民权利。 环境冲突，尤其当冲突有环境污染后产生的环境难民或涉及地缘政治纠纷时可能加大其他冲突，暴力，或灾难救援的复杂性。